# HMS E5
Pour les articles homonymes, voir E5.
Le HMS E5 est un sous-marin britannique de classe E construit pour la Royal Navy par Vickers à Barrow-in-Furness. Sa quille fut posée le 9 juin 1911 et il fut mis en service le 28 juin 1913. Il coûta 106 700 livres sterling. Le E5 fut coulé, probablement en heurtant une mine, le 7 mars 1916.

## Conception
Les premiers sous-marins de la classe E britannique, du E1 au E8, avaient un déplacement de 652 tonnes à la surface et de 795 tonnes en immersion. Ils avaient une longueur hors tout de 55 m et un maître-bau de 6,92 m.
Ils étaient propulsés par deux moteurs Diesel Vickers huit cylindres à deux temps de 800 chevaux (600 kW) et par deux moteurs électriques de 420 chevaux (310 kW),.
Les navires de la classe E avaient une vitesse maximale en surface de 16 nœuds (30 km/h) et une vitesse en immersion de 10 nœuds (19 km/h), avec une capacité en carburant de 50 tonnes de gazole, leur donnant un rayon d'action de 2 802 milles marins (5 190 km) lorsqu’ils faisaient route à 10 nœuds (19 km/h). En immersion, ils avaient un rayon d'action de 74 milles (137 km) à 5 nœuds (9,3 km/h).
Les premiers bateaux du groupe 1 de la classe E étaient armés de quatre tubes lance-torpilles de 18 pouces (457 mm), un à l’avant, un de chaque côté au milieu du navire et un à l’arrière. Au total, ils emportaient huit torpilles à bord. Les bateaux du groupe 1 n’étaient pas équipés d’un canon de pont pendant la construction, mais ceux qui participèrent à la campagne des Dardanelles reçurent des canons montés à l’avant du kiosque pendant qu’ils étaient à l’arsenal de Malte.
Les sous-marins de la classe E avaient la télégraphie sans fil d’une puissance nominale de 1 kilowatt. Sur certains sous-marins, ces systèmes ont par la suite été mis à niveau à 3 kilowatts en retirant un tube lance-torpilles du milieu du navire. Leur profondeur maximale de plongée théorique était de 100 pieds (30 mètres). Cependant, en service, certaines unités ont atteint des profondeurs supérieures à 200 pieds (61 mètres). Certains sous-marins contenaient des oscillateurs Fessenden.
Leur équipage était composé de trois officiers et 28 hommes.

## Engagements
Le 8 juin 1913, 20 jours avant sa mise en service , le E5 a subi une explosion dans la salle des machines qui a fait treize morts. Trois autres hommes ont été tués par un refoulement de carburant dans le moteur tribord au large de St Ann's Head. Les navires-dépôt de sous-marins HMS Adamant et HMS Alligator ont transporté l’équipe médicale pour rencontrer le E5 en route vers le quai de Pembroke. Dix autres hommes ont été grièvement blessés, même si tous les membres du personnel civil de Barrow étaient en sécurité et indemnes.
En décembre 1913, le E5 faisait partie de la 8e flottille de sous-marins, basée à Portsmouth, dans le cadre de la Home Fleet.
Lorsque la guerre avec l’Allemagne a été déclarée, le 5 août 1914, le E5 a interrompu son carénage pour rejoindre la 8e flottille sous-marine à sa station de guerre à Harwich plus tard dans la journée.
La 8e flottille sous-marine, y compris le E5, a été affectée à la patrouille à l’extrémité est de la Manche lors du passage du Corps expéditionnaire britannique en France au début d’août. Du 15 au 17 août 1914, la Grand Fleet britannique effectue un raid dans la mer du Nord vers Heligoland. Le E5 et son sister-ship le HMS E7 ont reçu l’ordre de patrouiller au large de l’embouchure de la rivière Weser à l’appui de cette opération, tandis que les HMS D2 et D3 patrouillaient au large de l’Ems.
Le 16 août, le E5 a rencontré plusieurs torpilleurs allemands qui l’ont attaqué, tandis que le sous-marin britannique tentait sans succès de torpiller un des navires allemands. Le lendemain, un sous-marin allemand tenta de torpiller le E5, mais celui-ci parvint à éviter l’attaque avant de rentrer au pays. Tôt le matin du 18 août, alors qu’ils étaient encore sur le chemin du retour, les HMS E5 et E7 ont repéré un croiseur à quatre cheminées. Croyant que le navire non identifié était britannique, le E5 lui a adressé des signaux, ce qui a provoqué une réaction violente du navire, qui était en fait le croiseur allemand SMS Straßburg, qui, avec le croiseur SMS Stralsund, effectuait un raid dans le Hoofden à la recherche de forces de blocus britanniques. Le Strassburg a tiré sur les sous-marins britanniques, qui ont plongé pour se mettre en sécurité.
En avril 1915, le E5 a été déployé (avec les HMS E6, E8 et E12) dans la baie allemande pour contrer une sortie présumée de la flotte allemande de haute mer. Le 14 avril, le E5 a torpillé le vapeur allemand Schwarzwald au nord du phare de Norderney. Des chalutiers et des avions allemands ont repoussé le E5, permettant au Schwarzwald endommagé de rejoindre le port en toute sécurité. Le commandant du E5, le Lieutenant commander C. S. Benning, a été félicité par l’Amirauté pour avoir endommagé le Schwarzwald.
Le 3 mai 1915, le E5 était l’un des cinq sous-marins britanniques croisant au large des côtes allemandes, lorsqu’ils furent repérés par le dirigeable allemand L9. Le dirigeable allemand a largué des bombes sur les sous-marins britanniques, tandis que le E5 a tiré sur le L9 avec son canon de pont. Le E5 a prétendu avoir touché le L9, mais le dirigeable allemand n’a pas été endommagé. De son côté, le L9 a affirmé avoir coulé l’un des sous-marins britanniques, mais bien que le HMS D4 ait été raté de peu par les bombes du L9, lui aussi était intact.
Le 25 septembre 1915, le E5 torpille le Sperrbrecher (dragueur de mines auxiliaire) allemand SP11, causant son échouement. Les tentatives de sauvetage du navire allemand ont été abandonnées le 27 septembre. L’équipage du E5 a reçu un prix de l’Amirauté britannique pour le naufrage du SP11.

### Perte
Le E5 a été perdu le 7 mars 1916, alors qu’il secourait les survivants du chalutier Resono, juste au nord de Juist dans la mer du Nord.
Il y a différentes théories sur la raison de la perte du E5. Une théorie est qu’il a heurté une mine, probablement après s’être égaré dans un champ de mines allemand après avoir été aperçu par le croiseur SMS Regensburg. Une autre théorie attribue sa perte à une attaque à coups de charges de profondeur par des torpilleurs escortant le croiseur SMS Seydlitz.
En 2016, des plongeurs ont trouvé l’épave du E5 au large de l’île de Schiermonnikoog. Ses écoutilles étaient ouvertes, ce qui suggère que l’équipage avait tenté de s’échapper. Il n’y avait aucun signe de dommage à sa coque, ce qui indique qu’il n’avait pas coulé à la suite de l’action ennemie.